# Jure Robežnik
Jure Robežnik, slovenski skladatelj džezovske in zabavne glasbe, pianist, * 23. avgust 1933, Ljubljana, † 7. oktober 2022.
Robežnik je leta 1958 končal študij germanistike na Filozofski fakulteti v Ljubljani. Kljub temu, da ni imel formalne glasbene izobrazbe, je bil avtor preko 150 glasbenih del, med katerimi so neketere tudi najbolj znane slovenske popevke:
- »Pegasto dekle« (besedilo Elza Budau)
- »Ptica vrh Triglava« (besedilo Dušan Velkaverh)
- »Šel si mimo« (besedilo Elza Budau)
- »Ti si moja ljubezen« (besedilo Elza Budau)
- »Presenečenja« (besedilo Dušan Velkaverh)
- »Maja z biseri« (besedilo Dušan Velkaverh)
- »Mesto mladih« (besedilo Svetlana Makarovič)
- »Mlade oči« (besedilo Dušan Velkaverh)
- »Ljubljančanke« (besedilo Dušan Velkaverh)
- »Tri korake v modro« (besedilo Elza Budau)
- »Orion« (besedilo Gregor Strniša)
- »Človek, ki ga ni« (besedilo Branko Šömen)
- »Na deževen dan« (besedilo Elza Budau)
- »Na vrhu nebotičnika« (besedilo Gregor Strniša)
- »Vrtiljak« (besedilo Gregor Strniša)
- »Lastovka« (besedilo Milan Jesih)

Leta 2017 je prejel Kozinovo nagrado Društva slovenskih skladateljev za življenjsko delo.